# 2005-ös Intertotó-kupa
A 2005-ös Intertotó-kupa győztesei– az RC Lens, az Olympique Marseille és a Hamburg csapatai voltak, aminek eredményeként indulhattak az UEFA-kupa 2005–06-os selejtezőiben.

## Első forduló
Az odavágókat 2005. június 18-19., a visszavágókat 2005. július 25-26-án rendezték.
| 1. csapat                   | Össz. | 2. csapat              | 1. mérk. | 2. mérk. |
| --------------------------- | ----- | ---------------------- | -------- | -------- |
| Bétár Jerusálajim           | 6–4   | Szileksz               | 4–3      | 2–1      |
| Bohemian                    | 2–3   | KAA Gent               | 1–0      | 1–3      |
| CS Tiligul-Tiras Tiraspol   | 2–9   | Pogoń Szczecin         | 0–3      | 2–6      |
| Valletta FC                 | 2–7   | FK Budućnost Podgorica | 0–5      | 2–2      |
| JK Narva Trans              | 1–2   | Lokeren                | 0–2      | 1–0      |
| FC Victoria Rosport         | 2–5   | IFK Göteborg           | 1–2      | 1–3      |
| KS Dinamo Tirana            | 3–5   | Varteks Varaždin       | 2–1      | 1–4      |
| NK Slaven Belupo Koprivnica | 2–0   | NK Drava Ptuj          | 1–0      | 1–0      |
| FA Ararat Jerevan           | 1–9   | Neuchâtel Xamax        | 1–3      | 0–6      |
| CFR Cluj                    | 7–3   | FK Vėtra               | 3–2      | 4–1      |
| Olimbiakósz Lefkoszíasz     | 0–16  | Gloria Bistrița        | 0–5      | 0–11     |
| Skála ÍF                    | 0–3   | Tampere United         | 0–2      | 0–1      |
| Vasas SC                    | 0–2   | FK ZTS Dubnica         | 0–0      | 0–2      |
| Žalgiris                    | 2–0   | Lisburn Distillery     | 1–0      | 1–0      |
| Karvan FK                   | 1–4   | Lech Poznań            | 1–2      | 0–2      |
| FC Rànger’s                 | 1–6   | SK Sturm Graz          | 1–1      | 0–5      |
| Bangor City                 | 1–4   | Dinaburg Daugavpils    | 1–2      | 0–2      |
| FK Smederevo                | 1–3   | Pobeda                 | 0–1      | 1–2      |
| Nyoman Hrodna               | 0–1   | Tescoma Zlín           | 0–1      | 0–0      |
| Lombard Pápa                | 3–1   | WIT Georgia            | 2–1      | 1–0      |
| Inter Turku                 | 4–0   | ÍA Akranes             | 0–0      | 4–0      |

## Második forduló
Az odavágókat 2005. július 2-3., a visszavágókat 2005. július 9-10-én rendezték.
| 1. csapat                   | Össz.          | 2. csapat              | 1. mérk. | 2. mérk. |
| --------------------------- | -------------- | ---------------------- | -------- | -------- |
| SK Sigma Olomouc            | 1–0            | Pogoń Szczecin         | 1–0      | 0–0      |
| CFR Cluj                    | 1–1 (5–3 b.u.) | Athletic Bilbao        | 1–0      | 0–1 h.u. |
| VfL Wolfsburg               | 5–3            | SK Sturm Graz          | 2–2      | 3–1      |
| Deportivo La Coruña         | 4–2            | FK Budućnost Podgorica | 3–0      | 1–2      |
| Ankaraspor                  | 1–4            | FK ZTS Dubnica         | 0–4      | 1–0      |
| Slovan Liberec              | 7–2            | Bétár Jerusálajim      | 5–1      | 2–1      |
| AS Saint-Étienne            | 3–2            | Neuchâtel Xamax        | 1–1      | 2–1      |
| KAA Gent                    | 1–0            | Tescoma Zlín           | 1–0      | 0–0      |
| Hamburger SV                | 8–2            | FK Pobeda              | 4–1      | 4–1      |
| NK Slaven Belupo Koprivnica | 4–2            | Gloria Bistrița        | 3–2      | 1–0      |
| Lokeren                     | 3–5            | BSC Young Boys         | 1–4      | 2–1      |
| Varteks Varaždin            | 6–5            | Inter Turku            | 4–3      | 2–2      |
| Tampere United              | 1–0            | Charleroi              | 1–0      | 0–0      |
| Lombard Pápa                | 2–4            | IFK Göteborg           | 2–3      | 0–1      |
| Žalgiris                    | 3–2            | Dinaburg Daugavpils    | 2–0      | 1–2      |
| RC Lens                     | 3–1            | Lech Poznań            | 2–1      | 1–0      |

## Harmadik forduló
Az odavágókat 2005. július 16-17., a visszavágókat 2005. július 23-án rendezték.
| 1. csapat           | Össz.         | 2. csapat                   | 1. mérk. | 2. mérk. |
| ------------------- | ------------- | --------------------------- | -------- | -------- |
| Deportivo La Coruña | 4–0           | NK Slaven Belupo Koprivnica | 1–0      | 3–0      |
| Egáleo              | 4–5           | Žalgiris                    | 1–3      | 3–2      |
| Borussia Dortmund   | 01–1 (i.r.g.) | SK Sigma Olomouc            | 1–1      | 0–0      |
| BSC Young Boys      | 3–5           | Olympique Marseille         | 2–3      | 1–2      |
| Varteks Varaždin    | 2–5           | RC Lens                     | 1–1      | 1–4      |
| Roda                | (i.r.g.) 1–10 | Slovan Liberec              | 0–0      | 1–1      |
| União Leiria        | 0–3           | Hamburg                     | 0–1      | 0–2      |
| KAA Gent            | 0–2           | Valencia                    | 0–0      | 0–2      |
| FK ZTS Dubnica      | 1–5           | Newcastle United            | 1–3      | 0–2      |
| Lazio               | 4–1           | Tampere United              | 3–0      | 1–1      |
| IFK Göteborg        | 0–4           | VfL Wolfsburg               | 0–2      | 0–2      |
| CFR Cluj            | (i.r.g.) 3–30 | AS Saint-Étienne            | 1–1      | 2–2      |

## Elődöntő
Az odavágókat 2005. július 27-én, a visszavágókat 2005. augusztus 3-án rendezték.
| 1. csapat           | Össz. | 2. csapat           | 1. mérk. | 2. mérk. |
| ------------------- | ----- | ------------------- | -------- | -------- |
| Valencia            | 4–0   | Roda                | 4–0      | 0–0      |
| Žalgiris            | 2–7   | CFR Cluj            | 1–2      | 1–5      |
| SK Sigma Olomouc    | 0–4   | Hamburg             | 0–1      | 0–3      |
| Deportivo La Coruña | 4–2   | Newcastle United    | 2–1      | 2–1      |
| VfL Wolfsburg       | 0–4   | Lens                | 0–0      | 0–4      |
| Lazio               | 1–4   | Olympique Marseille | 1–1      | 0–3      |

## Döntő
Az odavágókat 2005. augusztus 9-én, a visszavágókat 2005. augusztus 23-án rendezték.
| 1. csapat           | Össz. | 2. csapat           | 1. mérk. | 2. mérk. |
| ------------------- | ----- | ------------------- | -------- | -------- |
| CFR Cluj            | 2–4   | Lens                | 1–1      | 1–3      |
| Deportivo La Coruña | 3–5   | Olympique Marseille | 2–0      | 1–5      |
| Hamburg             | 1–0   | Valencia            | 1–0      | 0–0      |

- h.u. – hosszabbítás után
- b.u. – büntetők után
- i.r.g. – idegenben rúgott góllal

## Lásd még
- 2005–2006-os UEFA-bajnokok ligája
- 2005–2006-os UEFA-kupa